# 華盛頓鎮區 (印地安納州科西阿斯科縣)
華盛頓鎮區（英語：Washington Township）是位於美國印地安納州科西阿斯科縣的一個行政鎮區。

## 地方資料
根據2010年美國人口普查的數據，華盛頓鎮區的面積為91.80平方千米，當中陸地面積為90.30平方千米，而水域面積為1.50平方千米。當地共有人口2996人，而人口密度為每平方千米32.64人。